# Mutter-Anna-Denkmal

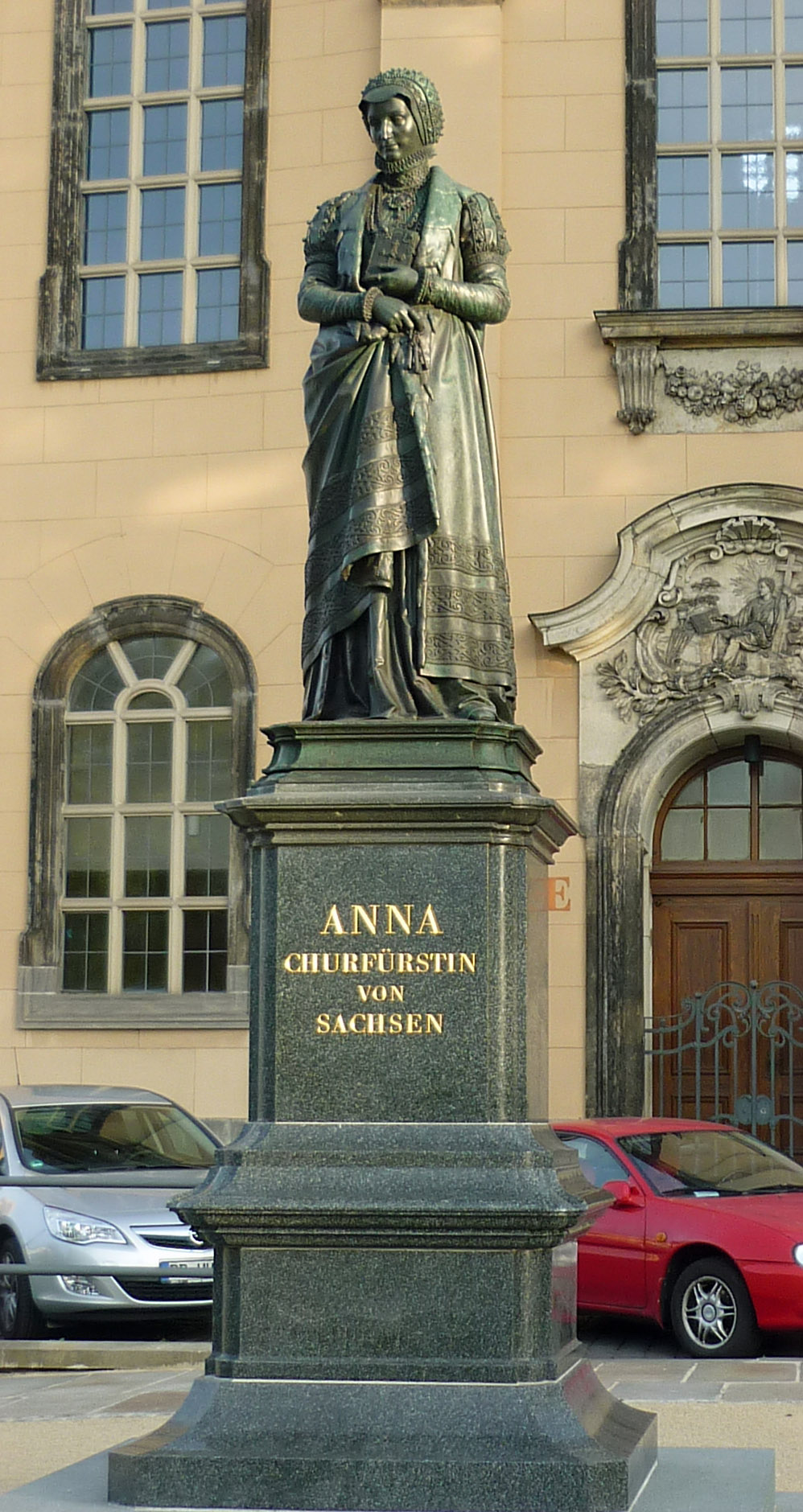
Das Mutter-Anna-Denkmal kurz nach der erneuten Einweihung (2011)

Das Mutter-Anna-Denkmal ist ein Denkmal für Kurfürstin Anna (1532–1585) von Sachsen, als Wohltäterin Mutter Anna genannt, in Form eines Standbildes auf einem Lamprophyrsockel, das vor dem Nordausgang der Annenkirche in der Dresdner Wilsdruffer Vorstadt steht und ursprünglich als Brunnen errichtet wurde.

## Geschichte
In der Stadtverordnetensitzung der Stadt Dresden vom 8. Mai 1869 wurde auf Anregung der Geistlichen der Annenkirche beschlossen, zugunsten der 100-Jahr-Feier des Wiederaufbaus der Annenkirche einen Monumentalbrunnen mit einem Erzstandbild der Mutter Anna, die auch Namensgeberin der Kirche war, zu errichten. Der Brunnen sollte am Ende der Annenstraße aufgestellt werden, die Kosten für das Standbild die Güntzstiftung tragen. Unter der Maßgabe, dass der Brunnen nach Errichtung in das Eigentum der Stadt übergeht, wurde am 12. Mai 1869 auch so beschlossen.
Am 8. Oktober 1869 wurde der Mutter-Anna-Brunnen enthüllt: Die vergoldete Statue der Mutter Anna hatte Prof. Robert Henze geschaffen, sie wurde gegossen durch die Firma Gebrüder Lenz-Herold in Nürnberg. Die Architektur verantwortete ein Baudirektor Friedrich. Das damalige Postament aus Kamenzer Granit wurde von der Firma Rietscher aus Wiesa bei Kamenz geschliffen, die auch für die Brunnenbasis den gewünschten Lausitzer Lamprophyr lieferte. Die Gesamtbauleistung übernahm die Dresdner Firma Mirus.
Die Beschriftung auf dem Figurensockel lautete vorn: Anna. Kurfürstin von Sachsen. Aus den Mitteln der Dr. Güntzschen Stiftung. Der Stadtrath zu Dresden. Hinten war zu lesen: Ihrem Verdienste um die Gründung der Annenkirche MDLXXVIII (1578), dankbar gewidmet, den 8. October 1869. Seitlich befanden sich ein sächsisches und ein dänisches Wappen sowie vier Löwenköpfe.
Es ist nicht mehr bekannt, warum der Brunnen am 22. April 1892 abgetragen wurde. Am 11. Mai 1892 wurde das Standbild als Annendenkmal am Westausgang der Annenkirche auf einem Natursteinsockel neu aufgestellt.
Dort verblieb es, bis es durch die Luftangriffe auf Dresden 1945 zerstört wurde. Das erhaltene und nur wenig beschädigte Bronzestandbild der Mutter Anna wurde auf den Alten Annenfriedhof verbracht. Dadurch quasi unter kirchlichem Schutz stehend entging es in den 1950er Jahren allen Schrottsammelaktionen.
Ende der 2000er Jahre wurde es restauriert – allerdings ohne die ursprüngliche Vergoldung – und auf einem Sockel aus Lausitzer Lamprophyr (meistens verkürzt und nicht exakt als Lausitzer Diorit bezeichnet) am 20. Mai 2011 vor dem Nordausgang der Annenkirche neu eingeweiht. Der Sockel trägt nurmehr nur die schlichte (und historisch unzutreffende) Inschrift: ANNA / Churfürstin / von / Sachsen.